# Abbaye de Meerhusen
L’abbaye de Meerhusen est une ancienne abbaye bénédictine près d'Aurich, dans le Land de Basse-Saxe, près du Meerhusener Moor, un lac qu'on a fusionné pour former l'Ewiges Meer.

## Histoire
Après Reepsholt, Meerhusen est le deuxième établissement monastique le plus ancien de la Frise orientale. Les bénédictins fondent le monastère entre 1183 et 1198 à l'instigation de la communauté régionale d'Aurich, qui crée ainsi un centre régional sacré. Elle appartient avec d'autres branches de l'ordre bénédictin à une association monastique, qui remonte peut-être à Hatebrand (mort en 1198). Il était abbé de Feldwirth près d'Appingedam, qui est considéré comme l'abbaye-mère des abbayes bénédictines de la Frise orientale. Comme les autres premiers établissements de l'ordre en Frise orientale, Meerhusen est un monastère double.
En 1216, les religieux de Meerhusen demandent à être acceptés dans l'ordre cistercien. Ils adressent leur demande à l'abbé de Klaarkamp, le plus ancien monastère cistercien de Frise. La décision à ce sujet appartient cependant au Chapitre général de l'ordre à Cîteaux. Après avoir obtenu une image plus précise des conditions à Meerhusen par l'intermédiaire de deux inspecteurs, il approuve l'admission des moniales et des moines de Meerhusen à l'ordre cistercien en 1219. Cependant, l'ordre refuse les doubles monastères. Les cisterciens construisent donc une nouvelle abbaye pour les moines à Ihlow, à une dizaine de kilomètres, tandis que les moniales restent à Meerhusen. L'abbé d'Ihlow est à l'avenir également responsable de Meerhusen, qui est connue sous le nom de Colonia d'Ihlow et qui dépend économiquement et légalement du monastère masculin.
En 1514, l'abbaye est gravement endommagée pendant la faide saxonne lorsque le comte Edzard le fait incendier alors qu'il fuit les troupes du comte Jean V d'Oldenbourg. Une grande partie des archives du monastère est perdue alors.
Après la Réforme protestante, les comtes de Frise orientale convertie à la nouvelle religion laissent lentement l'abbaye s'éteindre. Cependant, comme la plupart des autres couvents de la Frise orientale, Meerhusen n'est pas dissous. En plus de Barthe et Thedinga, elle existe pendant des décennies après 1560. Elle souffre du fait que le nombre de moniales diminue. Meerhusen devient finalement un asile pour les pauvres. Les bâtiments tombent lentement en ruine. En 1556, la comtesse Anne d'Oldenbourg fait enlever une partie des matériaux de construction et construire un petit pavillon de chasse sur les fondations. En 1561, le monastère est massivement restreint dans sa base économique lorsque le domaine de Terheide est donné aux seigneurs du Harlingerland. On ne sait pas quand précisément les dernières religieuses quittent Meerhusen au cours du XVIe siècle. En 1604, l'ensemble de la propriété du monastère, dont environ 250 hectares de terres cultivées, passe aux comtes de Frise orientale, qui la transforment en domaine et l'utilisent pour l'élevage de moutons.
En 1812, le boisement commence sur les zones sablonneuses autour de Meerhusen. En même temps, une maison de garde forestier est construite. Le domaine et la foresterie sont combinés en 1860 pour former le domaine de Tannenhausen. Après la dissolution du domaine en 1872, la propriété passe au service forestier. Aujourd'hui, la forêt de Meerhusen a une superficie d'environ 700 hectares.
Aujourd'hui, il ne reste presque plus de vestiges du monastère et du pavillon de chasse. Les dernières fondations sont retirées du sol en 1845. Aujourd'hui se trouve une maison de garde forestier à l'emplacement de ce bâtiment.
Jusqu'à présent, une seule campagne de fouilles eut lieu à Meerhusen. L'Ostfriesische Landschaft examine la région en 1958. Les travailleurs forestiers avaient déjà rencontré des restes humains. En conséquence, le groupe de travail sur la Préhistoire creuse trois coupes de fouille, dans lesquelles des sépultures dans des boîtes en briques, des vestiges d'un sol en tuile et le bord intérieur de la fondation de l'abside furent mis au jour.

## Source de la traduction
- (de) Cet article est partiellement ou en totalité issu de l’article de Wikipédia en allemand intitulé « Kloster Meerhusen » (voir la liste des auteurs).